# Deuxième République (Côte d'Ivoire)
Pour les articles homonymes, voir Deuxième République.
Cet article concerne le régime politique. Pour son fondement juridique, voir Constitution ivoirienne de 2000.
2000–2016
Entités précédentes :
- Première République

Entités suivantes :
- Troisième République

La Deuxième République, ou IIe République, officiellement République de Côte d'Ivoire, est le régime républicain qui a dirigé la Côte d'Ivoire du 1er août 2000 au 8 novembre 2016. Elle est régie par la Constitution ivoirienne de 2000, approuvée par référendum. Elle succède le 1er août 2000 à la Première République, instaurée en 1960 après l'indépendance de la France. Son instigateur est Robert Guéï, auteur du coup d'État en 1999 pour suspendre la constitution ivoirienne de 1960 mais n'en fut jamais le président. Le 30 octobre 2016 a lieu un référendum sur l'établissement d'une nouvelle constitution et le passage à la Troisième République.

## Mise en place
Le 24 décembre 1999, un coup d'État renverse Henri Konan Bédié, président de la République depuis 1993. Il visait à suspendre la constitution de 1960, devenue très impopulaire à la suite des réformes faites entre 1993 et le coup d'État. La mise en place du concept d'ivoirité écartant tout adversaire crédible pour Henri Konan Bédié, l'élection présidentielle de 1995 ne fut qu'une formalité, Bédié étant élu avec 96,16 % des suffrages exprimés.
Robert Guéï, militaire de carrière, prit la place d'Henri Konan Bédié devenant président d'un comité national de salut public. Il obtint le droit de rédiger une nouvelle constitution. Le 23 juillet 2000, celle-ci fut présentée par référendum. La constitution fut approuvée par 86,53 % des électeurs. Le 1er août 2000, après sa promulgation par Robert Guéï, la Deuxième République entre officiellement en vigueur.
Le mandat du président de la République devant s'achever le 23 octobre 2000, une élection présidentielle fut organisée. Cinq candidats se présentèrent à cette élection.

## L'élection présidentielle de 2000
Le 22 octobre 2000, les électeurs se rendirent aux urnes pour élire le président. Seul 43,6 % du corps électoral se rendit aux urnes ce jour-là. Après plusieurs jours de tensions, Laurent Gbagbo fut proclamé président de la République de Côte d'Ivoire avec 59,36 % des suffrages exprimés devant Robert Guéï qui comptabilisait lui 32,72 % des suffrages exprimés. Le 13 novembre 2000, Robert Guéï reconnut la victoire de Gbagbo.

## Une République née dans la douleur

### Fin des tensions et reconstruction d'une démocratie (depuis 2011)
Le 11 avril 2011, Laurent Gbagbo fut arrêté par les forces de la coalition et celles d'Alassane Ouattara. Il fut transféré à La Haye au mois d'août. Alassane Ouattara fut investi le 21 mai 2011 en présence de nombreux chefs d'État étrangers, y compris Nicolas Sarkozy. Guillaume Soro, premier ministre de Gbagbo et de Ouattara est élu président de l'Assemblée nationale en mars 2012. Un nouveau gouvernement fut formé. Il fut dissous par Ouattara en novembre 2012. Daniel Kablan Duncan est rappelé par Alassane Ouattara pour former un nouveau gouvernement.

## Institutions

### Président de la République
Le président de la République possède un pouvoir fort, à l'instar du président de la République française, le pays ayant été colonisé par la France au XIXe siècle. Il peut dissoudre l'Assemblée nationale ainsi que le gouvernement. Cet événement ne s'est produit qu'une fois, en novembre 2012, où Alassane Ouattara a nommé Daniel Kablan Duncan premier ministre.

#### Élection
Il est élu au cours d'une élection présidentielle au suffrage universel direct, à la majorité à un ou deux tours. Le président de la République est élu pour cinq ans.

#### Liste des présidents de laIIeRépublique
La constitution ayant été promulguée le 1er août 2000, Robert Guéï en fut en fait le premier président mais non élu. Son successeur fut Laurent Gbagbo qui fut élu face à Guéï au cours de l'élection présidentielle de 2000.
- 1. Laurent Gbagbo : 22 octobre 2000 - 4 décembre 2010. Il est élu président de la République avec 59,36 % des suffrages exprimés devant Robert Guéï avec 32,72 %.
- 2. Alassane Ouattara : 6 mai 2011 - . Il est élu avec 54,10 % des suffrages exprimés devant Laurent Gbagbo avec 45,90 %.

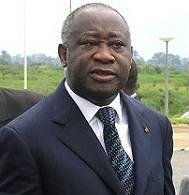
Laurent Gbagbo (31 mai 1945)
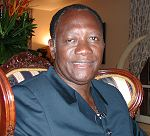
Alassane Ouattara (1er janvier 1942)